# Tim Wolters
Tim Wolters (* 17. April 1995 in Viersen) ist ein deutscher Dartspieler.

## Karriere
Wolters spielt seit 2018 aktiv Darts. Im Januar 2024 nahm er an der PDC Qualifying School 2024 teil und erspielte sich über die Rangliste eine Tour Card für die PDC Pro Tour. Im entscheidenden Spiel konnte er gegen den Polen Mirosław Grudziecki einen 0:4- und 2:5-Rückstand noch in einen 6:5-Sieg umwandeln.
Tim Wolters spielte bis 2023 gemeinsam mit Patrick Geeraets, der sich ebenfalls 2024 eine Tour Card erspielen konnte, in einer Mannschaft in einer niederländischen Darts-Liga.

## Privates
Wolters ist Vater von zwei Söhnen. Der zweite wurde im Februar 2024 geboren.

## Turnierergebnisse
| Turnier              | 2024 |
| -------------------- | ---- |
| PDC-Ranking-Turniere |      |
| UK Open              | 4R   |
| Karrierestatistiken  |      |
| Jahresendplatzierung | 137  |

| Legende zu den Turnierergebnissen | Legende zu den Turnierergebnissen | Legende zu den Turnierergebnissen | Legende zu den Turnierergebnissen | Legende zu den Turnierergebnissen | Legende zu den Turnierergebnissen | Legende zu den Turnierergebnissen | Legende zu den Turnierergebnissen | Legende zu den Turnierergebnissen | Legende zu den Turnierergebnissen |
| --------------------------------- | --------------------------------- | --------------------------------- | --------------------------------- | --------------------------------- | --------------------------------- | --------------------------------- | --------------------------------- | --------------------------------- | --------------------------------- |
| n/t                               | nicht teilgenommen                | n/q                               | nicht qualifiziert                | n/a                               | nicht ausgetragen                 | #R                                | Aus in jeweiliger Runde           | GP                                | Aus in der Gruppenphase           |
| AF                                | Achtelfinalist                    | VF                                | Viertelfinalist                   | HF                                | Halbfinalist                      | F                                 | Turnierfinalist                   | S                                 | Turniersieger                     |